# Фрейд (телесериал)
Фрейд (нем. Freud) — австрийско-немецкий криминальная драма-триллер телесериал о молодом Зигмунде Фрейде. Первый сезон из восьми серий выходил в эфир с 15 по 22 марта 2020 года на ORF, а позже на Netflix — 23 марта.

## Сюжет
Вена, 1886 год. Зигмунд Фрейд (Роберт Финстер) — 30-летний невролог и любитель гипнотерапии, критикуемый всей австрийской медициной за этническое происхождение и научные убеждения. С помощью медиума Флер Саломе (Элла Румпф) и полицейского Альфреда Кисс (Георг Фридрих) расследует таинственные события вокруг аристократической элиты.

## В ролях
Основные
- Роберт Финстер[нем.] — Зигмунд Фрейд, венский невролог еврейского происхождения
- Элла Румпф — Флёр Саломе, медиум и приёмная дочь Софии. Образ персонажа вдохновлён исторической фигурой Лу Андреас-Саломе
- Георг Фридрих[англ.] — Альфред Кисс, ветеран войны и инспектор венской полиции
- Аня Клинг — София фон Сапари, венгерская графиня
- Филипп Хохмайр[нем.] — Виктор фон Сапари, венгерский граф и муж Софии

Второстепенные
- Кристоф Круцлер[нем.] — Франц Пошахер, коллега и друг Альфреда Кисса
- Бригитта Крен[нем.] — Ленора, экономка Фрейда
- Райнер Бок[нем.] — проф. Теодор Мейнерт, директор психиатрической больницы в Вене
- Лукас Вацль[нем.] — Леопольд фон Шёнфельд, протеже Мейнерта и противник Фрейда
- Зузанна Звоничкова — Клара фоон Шёнфельд
- Мариса Гровальдт[нем.] — Генриетта фон Шёнфельд, мать Леопольда и Клары
- Ноа Сааведра[нем.]— Артур Шницлер, друг Фрейда и врач в психиатрии
- Мераб Нинидзе — доктор Йозеф Брейер, сторонник Фрейда в психиатрии
- Лукас Мико[нем.] — Георг фон Лихтенберг, заклятый враг Альфреда Кисса
- Аарон Фриш[нем.] — обер-лейтенант Ридль, соратник и любовник Георга фон Лихтенберга
- Штефан Конарске[нем.] — кронпринц Австрии Рудольф

## Список эпизодов
| № | Название                        | Режиссёр    | Автор сценария                                 | Дата премьеры |
| - | ------------------------------- | ----------- | ---------------------------------------------- | ------------- |
| 1 | «Hysterie» «Истерия»            | Марвин Крен | Стефан Бруннер, Бенджамин Хесслер              | март 15, 2020 |
| 2 | «Trauma» «Травма»               | Марвин Крен | Марвин Крен, Стефан Бруннер, Бенджамин Хесслер | март 15, 2020 |
| 3 | «Somnambul» «Лунатизм»          | Марвин Крен | Стефан Бруннер                                 | март 18, 2020 |
| 4 | «Totem und Tabu» «Тотем и табу» | Марвин Крен | Бенджамин Хесслер                              | март 18, 2020 |
| 5 | «Trieb» «Влечение»              | Марвин Крен | Марвин Крен                                    | март 18, 2020 |
| 6 | «Regression» «Регрессия»        | Марвин Крен | Бенджамин Хесслер                              | март 22, 2020 |
| 7 | «Katharsis» «Катарсис»          | Марвин Крен | Стефан Бруннер                                 | март 22, 2020 |
| 8 | «Verdrängung» «Вытеснение»      | Марвин Крен | Стефан Бруннер, Бенджамин Хесслер              | март 22, 2020 |

## Производство
Съемки полностью проходили в Праге, Чехия. Продюсеры консультировались с психоаналитиком и гипнотерапевтом из Вены Хуаном Хосе Риосом.

## Приём

### Рейтинги
К моменту премьеры шоу на австрийском канале ORF в начале марта 2020 года смотрели более 400 000 зрителей.

### Критика
Первый сезон «Фрейда» имеет рейтинг 50% на сайте-агрегаторе Rotten Tomatoes. В своей статье для The Guardian Адриан Хортон сравнил сериала с «другими абсурдными версиями известных историй», такими как «Президент Линкольн: Охотник на вампиров». Сценарист The Daily Beast Ник Шагер сделал то же сравнение, написав, что сериал, «объединяющий правду с паранормальной чепухой, оказывается достаточно живым».